# Matija Čigir
Matija Čigir (Zagreb, 1991.) je hrvatski glumac.

## Životopis
Nakon završene srednje škole upisuje se na studij glume na Akademiji dramske umjetnosti u Zagrebu. U Gradsko kazalište Trešnja dolazi na stručno osposobljavanje, a od 2016. godine postaje član ansambla. Glumi u gotovo svim predstavama s repertoara. 
Uz rad u Gradskom kazalištu Trešnja radi na nizu kazališnih projekata na nezavisnoj kazališnoj sceni najčešće surađujući sa KunstTeatrom gdje igra u nizu predstava kao što su: Dobar, loš, mrtav, Marta i sedam strahova, Dobar, loš, mrtav 2: pakao, Jimmy Ćorak...).  Često igra u predstavama redatelja Ivana Penovića, pa je tako i dio ansambla kultne predstave Teatra &TD Katalonac.

## Filmografija

### Filmske uloge
- "Ajde, dan... prođi..." kao školarac (2006.)
- "Zagrebačke priče Vol. 2" kao prolaznik (segment "Mucica") i sin (segment "Sin") (2012.)
- "Babysitter" (2012.)
- "Sin" kao sin (2013.)
- "Ko da to nisi ti" kao Matija (2014.)
- "Ljubav ili smrt" kao Aleks (2014.)
- "Soba s kosim pogledom" kao mladić #3 (2015.)
- "Ti mene nosiš" kao huligan #1 (2015.)
- "Cvijeće" kao Matija (2015.)
- "Narodni heroj Ljiljan Vidić" kao Lovro (2015.)
- "Ne gledaj mi u pijat" kao tip iz fakulteta #2 (2016.)
- "Ustav Republike Hrvatske" kao Bobanović (2016.)
- "General" kao Lučić (2019.)
- "Nosila je rubac črleni" kao Danijel (2022.)

### Televizijske uloge
- "Nedjeljom ujutro, subotom navečer" kao Marko (2012.)
- "Stipe u gostima" kao iznajmljivač bicikala (2013.)
- "Crno-bijeli svijet" kao Šipka (2015.)
- "Da sam ja netko" kao huligan #1 (2015.)
- "Nemoj nikome reći" kao Marijo Bubalo (2015. – 2017.)
- "Čuvar dvorca" kao Goran Škoro (2017.)
- "Počivali u miru" kao Silvio Bedrica (2018.)
- "General" kao Lučić (2019.)
- "Gora" kao Tomislav (2023.)

### Sinkronizacija
- "Film Angry Birds" kao Ross (2016.)
- "Naprijed, Go Jetteri" kao Kyan, spiker TV-a, lik u TV sapunici Ramirez, Zlobot, gradonačelnik Sydneya, opera pjevač i reporter (2019.)
- "Rita i krokodil" kao Boris (2019.)

## Vanjske poveznice
- Matija Čigir u internetskoj bazi filmova IMDb-u (engl.)